# Mesolia pelopa
Mesolia pelopa là một loài bướm đêm trong họ Crambidae. Nó được Turner mô tả vào năm 1947. Được tìm thấy và ghi lại ở Lãnh thổ Bắc Úc.
Nó có sải cánh khoảng 18 mm. Các cánh trước có màu nâu, nhưng có nhiều lông ở lưng. Cạnh bên có màu trắng và có hai đường trắng mảnh từ chi trước đỉnh, cũng như một đường đầu cuối màu đen. Các cánh sau của nó có màu xám nhạt.